# Linia kolejowa Nemotice – Koryčany
Linia kolejowa Nemotice – Koryčany (Linia kolejowa nr 345 (Czechy)) – jednotorowa, regionalna i niezelektryfikowana linia kolejowa w Czechach. Łączy Nemotice i Koryčany. Przebiega przez terytorium kraju południowomorawskiego i kraju zlińskiego.